# 三遊亭歌五
三遊亭 歌五（さんゆうてい うたご）、三遊亭 歌吾、三遊亭 歌ご（読みはすべて同じ）は、落語家の前座名。三代目三遊亭圓歌門下で受け継がれた。

定紋・かたばみ

- 三遊亭歌五 - 後の三遊亭若圓歌
- 三遊亭歌吾 - 現∶四代目三遊亭圓歌
- 三遊亭歌ご - 現∶三遊亭鬼丸
- 三遊亭歌五 - 現∶四代目三遊亭歌扇